# Illitsj-Avia
Illitsj-Avia (Oekraïens: Авіакомпанія Ілліч-Авіа, Russisch: Ильич-Авиа, Iljitsj-Avia) is een Oekraïense luchtvaartmaatschappij met haar thuisbasis in Marioepol.

## Geschiedenis
Illitsj-Avia is opgericht in 2002 door de Marioepol Metaalwerken. De naam komt van de Illitsj ijzer- en staalwerken.

## Vloot
De vloot van Illitsj-Avia bestond in maart 2007 uit:
- 2 Jakovlev Jak-40()
- 2 Antonov AN-140(A)